# Palacio de Bibataubín
El palacio de Bibataubín, también conocido como castillo de Babataubín, es un importante edificio de Granada,  comunidad autónoma de Andalucía, España. Está ubicado en un entorno cercano a la emblemática Puerta Real, al sureste de la colina de la Alhambra, en un espacio urbano muy abierto donde se extiende la popular plaza del Campillo, y emplazado entre la amplia Carrera de la Virgen y plaza de Mariana Pineda.

## Historia
El edificio se construye en el año 1752, aprovechando la parte inferior de un torreón cilíndrico árabe existente de los dos que anteriormente se encontraban adosados a la antigua Puerta de Bibataubín, una de las principales entradas históricas de la ciudad de Granada.
El primero de los dos torreones fue destruido en el siglo XVII, mientras que el segundo lo derribó el ayuntamiento de la ciudad en el año 1718.
Ya en la primera mitad del siglo XX, en el año 1933 se instaló en este edificio la sede de la Diputación Provincial, modificándose para su acomodación algunos de sus aspectos arquitectónicos y funcionales.
En el año 2010, tras una importante rehabilitación, el edificio pasa a ser la sede del Consejo Consultivo de Andalucía.

## Palacio
De su importante fachada, destaca su gran portada de tres cuerpos de altura y su balcón central, que cuentan con arcos y columnas salomónicas de mármol de Elvira. Sobre el balcón principal se levanta su tejado triangular, dejando libre el tímpano sobre el que se colocó un busto de Carlos III, sustituido posteriormente por un reloj.
El resto de la fachada aparece ornamentada con hornacinas con jarrones, mientras que el friso muestra relieves con trofeos de guerra.
En su interior se conservan valiosas obras de arte de imaginería de la escuela granadina del siglo XVII a comienzos del XX, así como numerosos lienzos de gran interés.

## Catalogación
El castillo-palacio de Bibataubín de Granada está catalogado como Bien de Interés Cultural en su tipología jurídica de Monumento, y así aparece publicado en el BOE con fecha de 1985.